# Trischalis flava
Trischalis flava là một loài bướm đêm thuộc phân họ Arctiinae, họ Erebidae.